# Marty Holah
Martin Rowan Holah (Hamilton, 10 de septiembre de 1976) es un ex–jugador neozelandés de rugby que se desempeña como ala.

## Selección nacional
Fue convocado a los All Blacks por primera vez en junio de 2001 para enfrentar a Manu Samoa, no fue un jugador regular de su seleccionado debido a la demasiada competencia en su posición y disputó su último partido en septiembre de 2006 ante los Springboks. En total jugó 36 partidos y marcó tres tries para un total de 15 puntos.

### Participaciones en Copas del Mundo
Solo disputó una Copa del Mundo; Australia 2003 donde los All Blacks llegaron como favoritos, barrieron su grupo, derrotaron a Sudáfrica en cuartos de final y llegaron a semifinales invictos pero allí fueron vencidos por los locales; los Wallabies. Holah le marcó un try a Les Bleus, su único en un mundial, en el partido por el tercer puesto y que los All Blacks terminaron obteniendo.
| Mundial                       | Sede      | Resultado     | PJ | Tries |
| ----------------------------- | --------- | ------------- | -- | ----- |
| Copa Mundial de Rugby de 2003 | Australia | Tercer puesto | 7  | 1     |

## Palmarés
- Campeón del The Rugby Championship de 2002, 2003, 2005 y 2006.
- Campeón del Pro 12 Rugby de 2009–10.
- Campeón de la Anglo-Welsh Cup de 2007–08.
- Campeón de la Mitre 10 Cup de 2006.